# 丹羽秀延
丹羽 秀延（にわ ひでのぶ）は、江戸時代中期の大名。陸奥国二本松藩の第4代藩主。通称は五郎三郎。官位は従四位下・左京大夫。丹羽家第5代。

## 略歴
第3代藩主・丹羽長之の長男。母は家女房の松木氏。初名は尹重。正室は阿部正邦の娘。
元禄14年（1701年）2月3日、父・長之の死により家督を相続する。同年2月15日、5代将軍・徳川綱吉にお目見えする。元禄16年12月21日、従五位下左京大夫に叙任する。宝永5年（1708年）12月18日、従四位下に昇進した。
享保13年（1728年）に死去した。戒名は泰雲院殿鐵山玄榮大居士。墓所は福島県二本松市の大隣寺。
子に恵まれず、藩祖・丹羽長秀の六男で旗本1500石となった丹羽長紹（丹羽長次）の子孫・長道の長男・高寛を末期養子に迎えた。

## 系譜
父母
- 丹羽長之（父）
- 松本氏 ー 側室（母）

正室
- 阿部正邦の娘

養子
- 丹羽高寛 ー 丹羽長道の長男